# Safran Ceramics
Pour les articles homonymes, voir Héraclès (homonymie).
Safran Ceramics est une entreprise de l’industrie aérospatiale française, filiale du groupe Safran. C'est une partie de l'ancienne société Herakles.

## Historique
En 1969, la Société européenne de propulsion (SEP) est créée pour développer les moteurs des missiles de la force de dissuasion nucléaire française, puis les moteurs des lanceurs Ariane. À la recherche pour ces applications de matériaux légers et résistants capables de supporter de très hautes températures (jusqu'à 3 000 °C), les employés de son établissement de Bordeaux mettent au point et industrialisent une famille de matériaux composites, dits composites thermo-structuraux, dont à la fois les renforts fibreux et la matrice sont constitués de carbone ou de céramique.
En 1994, la société est entièrement rachetée par la Snecma, un de ses actionnaires historiques. Puis, en 2005, ses activités liées à la propulsion par propergols solides sont constituées en filiale autonome du groupe Safran dénommée Snecma Propulsion Solide. En mai 2012, au sein du groupe Safran, Snecma Propulsion Solide fusionne avec SNPE Matériaux Energétiques (SME) pour former la société Herakles,,. Les deux entités collaboraient de façon totalement complémentaires depuis 1972 sous l'égide du groupement d'intérêt économique (GIE) nommé Groupement pour les Gros Propulseurs à Poudre (G2P), la première réalisant les moteurs des fusées et la seconde leurs propergols embarqués.
Enfin en juin 2016, les groupes Safran et Airbus décident la création d'une co-entreprise détenue par les deux maisons mères à 50-50, Airbus Safran Launchers (rebaptisée ArianeGroup en juin 2017) ; celle-ci reprend les activités d’Herakles dans les domaines des lanceurs spatiaux et militaires. Dans ce mouvement, Safran décide cependant de conserver les compétences d'Herakles sur les composites haute température. L'entité résiduelle est alors rebaptisée Safran Ceramics. Eu égard aux activités stratégiques de la société, l’État en détient une golden share (action spécifique).

## Activités
Safran Ceramics est le centre de recherche et développement du groupe Safran pour les matériaux composites haute température (dits composites thermo-structuraux) et les céramiques avancées. Depuis 1975, la société met au point, conçoit, produit et commercialise des pièces en matériaux composites carbone-carbone (C-C ; applications : propulsion fusée à propergol solide ou liquide, freinage aéronautique et automobile, industrie du traitement thermique, vannage de gaz chauds, chimie corrosive, tubes de télescope spatiaux, etc.) ou en matériaux Composites à Matrice Céramique (CMC ; applications : boucliers thermiques de véhicule de rentrée, tuyères de moteurs de fusées, pièces de turbine et de tuyère pour moteurs aéronautique, etc.).
Safran Ceramics est l'un des leaders mondiaux de ces technologies.
Filiale détenue à 100 % par Safran, Safran Ceramics détient 50 % du premier motoriste européen pour les missiles tactiques (Roxel) — aux côtés du missilier MBDA — et 25 % de NGS Advanced Fibers, leader mondial pour les fibres de carbure de silicium — aux côtés de Nippon Carbon K.K. et de General Electric Aviation.
En 2017, Safran Ceramics emploie environ 200 salariés, à Bordeaux. La société a inauguré son nouveau site le 6 novembre 2018, sur un terrain de 46 ha dans un arboretum planté au XVIIIe siècle par Toussaint Catros.